# Myonia semiplaga
Myonia semiplaga är en fjärilsart som beskrevs av W. Warren 1905. Myonia semiplaga ingår i släktet Myonia och familjen tandspinnare. Inga underarter finns listade i Catalogue of Life.